# Brices Creek
Brices Creek – jednostka osadnicza w Stanach Zjednoczonych, w stanie Karolina Północna, w hrabstwie Craven.